# زاريا

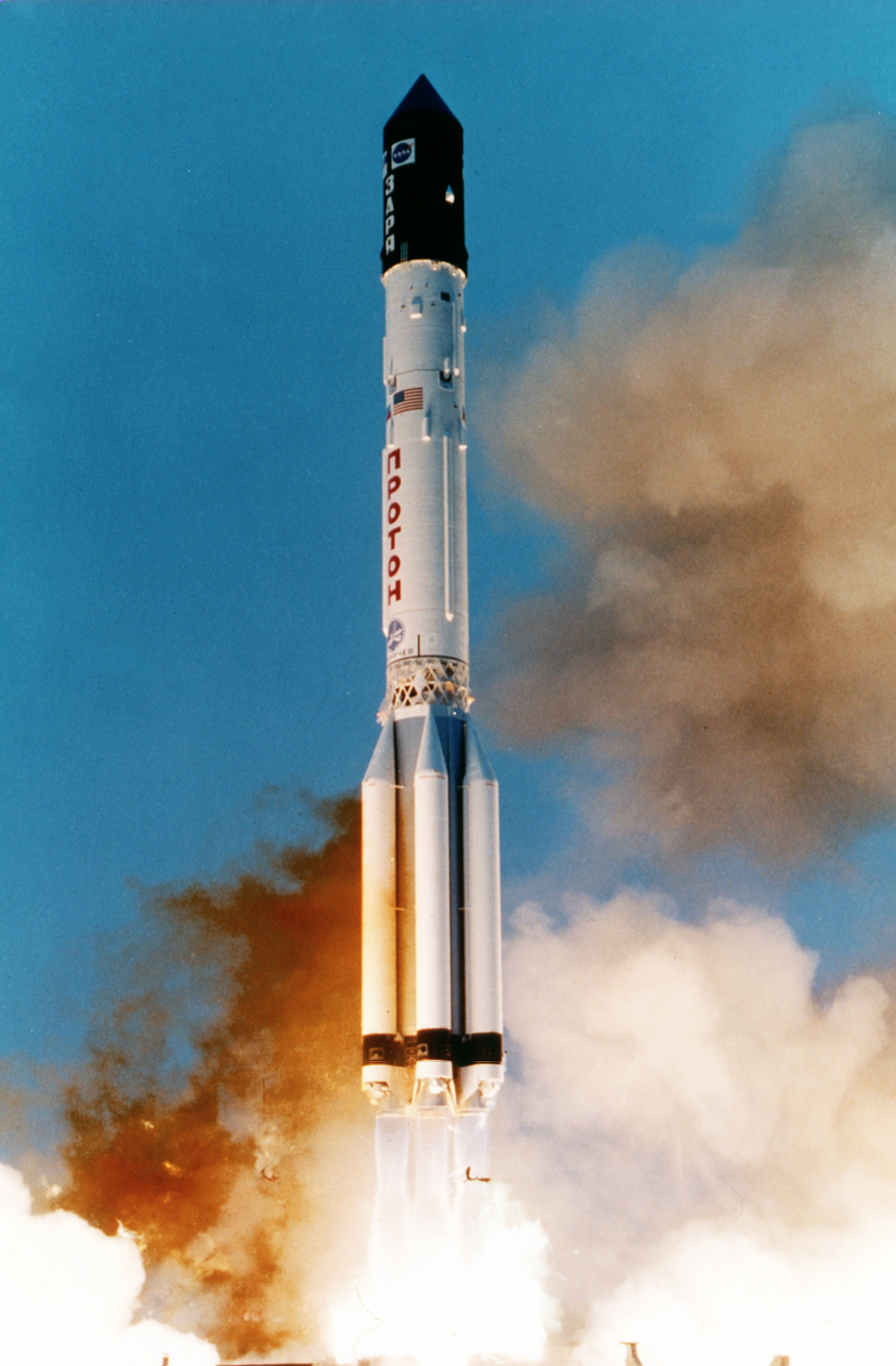
إطلاق وحدة زاريا

زاريا (بالروسية: Заря́، أي "البزوغ")، وتعرف أيضاً باسم FGB، هي الوحدة الفضائية الأولى للمحطة الفضائية الدولية. قامت زاريا بإمداد الطاقة الكهربائية والمخزون والإرشاد للمحطة في خلال المراحل الأولى من تركيبها. حينما تم بناء الوحدات الأخرى التي تحتوي على المزيد من الوظائف المتخصصة، أصبحت الوظيفة الرئيسية لوحدة زاريا هي المخزون. امتلك الولايات المتحدة وحدة زاريا وتم بنائها بين ديسمبر 1994 ويناير 1998 في روسيا في مركز خرونيتشيف للأبحاث والإنتاج الفضائي الذي يقع في موسكو.